# Mein Vater war ein Wandersmann
«Mein Vater war ein Wandersmann», también conocida como Der fröhliche Wanderer es una canción popular alemana basada en la letra que escribió originalmente Florenz Friedrich Sigismund en el siglo XIX y en 1950, Friedrich-Wilhelm Möller le puso música junto a unos arreglos en la letra a cargo de su hermana Edith Möller, que dirigía una coral de niños y adolescentes huérfanos de la Segunda Guerra Mundial en el Condado de Schaumburg, al norte de Alemania, quienes pusieron voz a la canción.
En 1953 alcanzó la fama internacionalmente gracias a la difusión que hizo un programa de la BBC después de que ganases el Llangollen International Musical Eisteddfod, un festival en que se presentó la canción traducida al inglés por Antonia Ridge y bajo el nombre The Happy Wanderer. En la traducción se mantuvo la sonoridad del estribillo original.
El 22 de enero de 1954, la canción entró en las listas de éxitos del Reino Unido, permaneciendo 26 semanas no consecutivas. 
El coro, formado mayoritariamente por huérfanos de la Segunda Guerra Mundial, se convirtió en un fenómeno internacional llegando a realizar varias giras internacionales bajo el nombre Obernkirchen Children's Choir (literalmente El Coro de los Niños de Obernkirchen). También fueron invitados dos veces en actuar en el popular programa musical televisivo estadounidense The Ed Sullivan Show el 29 de noviembre de 1964 y el 11 de diciembre de 1966.

## Adaptación al cine
El 22 de septiembre de 1955 se estrenó una película sobre la canción dirigida por Hans Quest, guion de Juliane Kay y con la presencia de los actores Rudolf Schock, Waltraut Haas y Elma Karlowa.
En la película La lista de Schindler (1994), se la puede oír en una escena en la que el personaje canta en coro con oficiales nazis en la escena del Cabaret.